# Malik Pur Kohi
Malik Pur Kohi es una ciudad censal situada en el distrito de Delhi sudoeste,  en el territorio de la capital nacional,  Delhi (India). Su población es de 23726 habitantes (2011). 

## Demografía
Según el censo de 2011 la población de Malik Pur Kohi era de 23726 habitantes, de los cuales 12961 eran hombres y 10765 eran mujeres. Malik Pur Kohi tiene una tasa media de alfabetización del 88,29%, superior a la media estatal del 86,21%: la alfabetización masculina es del 93,88%, y la alfabetización femenina del 81,56%.